# Euphorbia neogoetzei
Euphorbia neogoetzei är en törelväxtart som beskrevs av Peter Vincent Bruyns. Euphorbia neogoetzei ingår i släktet törlar, och familjen törelväxter.
Artens utbredningsområde är Tanzania. Inga underarter finns listade i Catalogue of Life.